# Ciumești (okręg Satu Mare)
Ciumești (węg. Csomaköz) – wieś w Rumunii, w okręgu Satu Mare, w gminie Ciumești. W 2011 roku liczyła 1194 mieszkańców. 